# Wasserfluh
Wasserfluh (toponimo tedesco) è una frazione del comune svizzero di Neckertal, nel Canton San Gallo (distretto del Toggenburgo).

## Geografia fisica
Wasserfluh si trova nei pressi dell'omonimo passo che collega la valle del fiume Necker con quella della Thur.

## Storia
Già frazione di Oberhelfenschwil, il 1º gennaio 2023 è stato con questo aggregato al comune di Neckertal.

## Monumenti e luoghi d'interesse

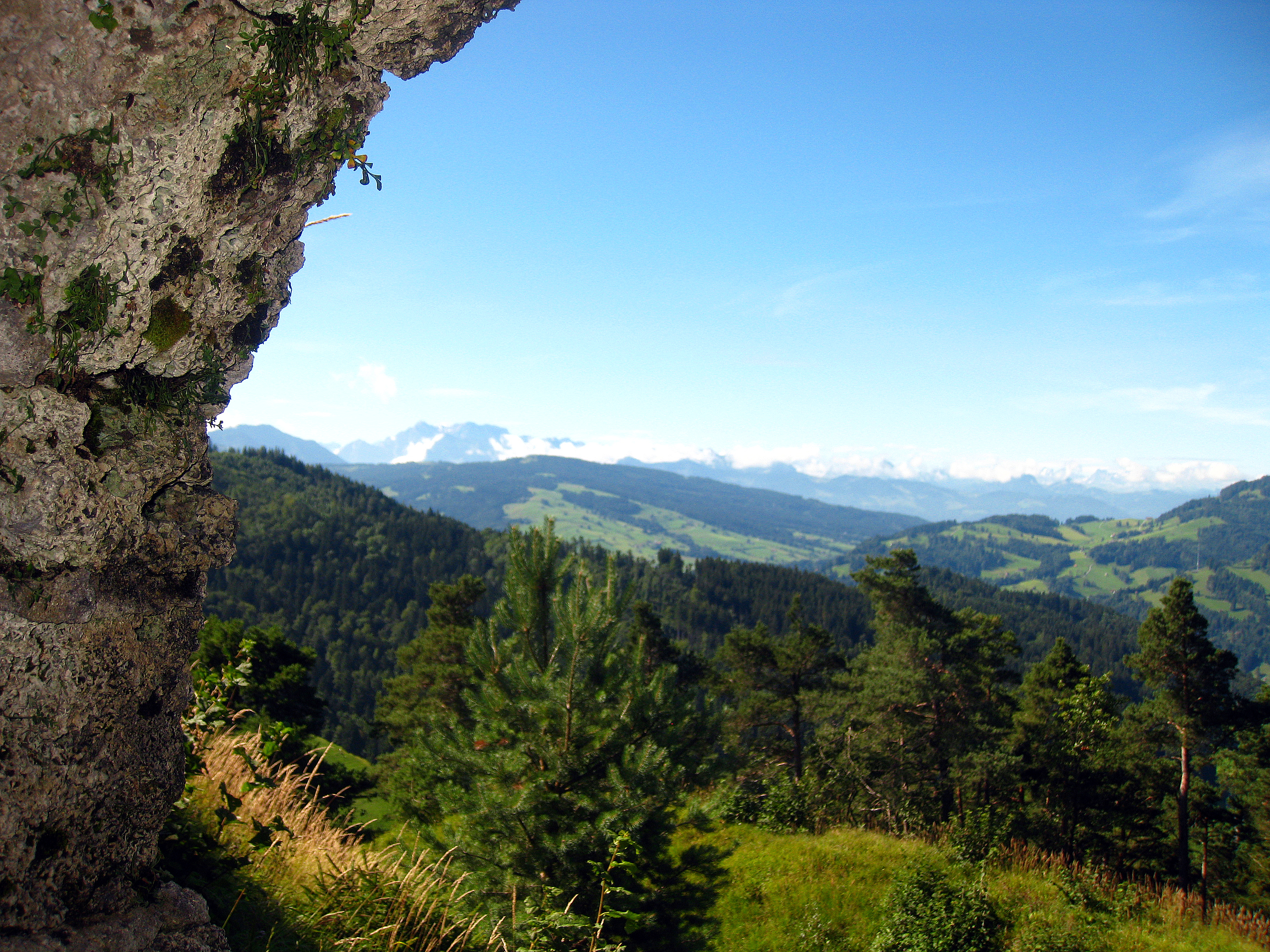
Le rovine della fortezza di Neu-Toggenburg

- Rovine della fortezza di Neu-Toggenburg, costruita prima del 1270 dai conti di Toggenburgo e in rovine dalla fine del XV secolo[1][4];

## Infrastrutture e trasporti
Wasserfluh è attraversato dalla strada principale 8; il traforo ferroviario Wasserfluhtunnel (3,56 km) serve la ferrovia lago di Costanza-Toggenburgo (linea S8 della rete celere di San Gallo).